# Зграда старе школе у Топоници
Зграда старе школе у Топоници, насељеном месту на територији општине Кнић, представља непокретно културно добро као споменик културе, одлуком СО Кнић, бр.633-2/81-02 од 24. јула 1981. године.
Школска зграда се налази недалеко од центра села, покрај пута који води ка Коњуши. Подигнута је 1922. године на имању Др. Милана Кићевца, очуха Владимира Дедијера, уз активну помоћ мештана Топонице и Кусовца. Грађена је као типична школска зграда нашег села између два рата, у основи правоугаона, зидана од опеке, са кровом на четири воде покривеним црепом. Унутрашњи распоред просторија у потпуности је прилагођен функцији. Пре неколико деценија зграда је адаптирана у стамбени простор, па је то нарушило првобитни изглед зграде.
У току НОР-а ова зграда још од 1941. године игра значајну улогу. У њој је била смештено више десетина бораца и лечени рањеници који су избегли са стрељања 21. октобра 1941. године у Крагујевцу.